# 1431
1431 (MCDXXXI) je bilo navadno leto, ki se je po julijanskem koledarju začelo na ponedeljek.

## Dogodki
- začetek baselskega koncila

## Rojstva
- Vlad III. Drakula, vlaški knez († 1476)

## Smrti
- 25. januar - Karel II., zgornjelorenski vojvoda (* 1364)
- 20. februar - papež Martin V. (* 1368)
- 1. april - Nuno Álvares Pereira, portugalski general, svetnik (* 1360)
- 30. maj - Ivana Orleanska (* 1412)
- 3. julij - Antonio Panciera, oglejski patriarh (* 1350)
- 13. avgust - Violante de Bar, aragonska kraljica (* 1365)
- Gasparinus de Bergamo, italijanski (padovanski) filolog (* 1360)
- Niccolò da Uzzano, florentinski državnik (* 1359)
- Stanisław iz Skarbimierza, poljski pravnik (* 1362)
- Vincenza Pasini, italijanska vidkinja (* 1356)